# سر الختم الخليفة
سر الختم الخليفة الحسن (1919 - 18 فبراير 2006) رئيس وزراء لحكومة أكتوبر بعد قيام ثورة أكتوبر الشعبية في السودان عام 1964م.
ولد بمدينة الدويم بولاية النيل الأبيض عام 1919 م وتوفي إلى رحمة مولاه في يوم السبت 18 فبراير 2006 م. والده الخليفة الحسن أحمد ووالدته نفيسة الفكي العبيد. تلقى تعليمه الأولي والمرحلة المتوسطة بمدارس الدويم وبخت الرضا ثم تخرج في كلية غوردون التذكارية مدرسة المعلمين عام 1937 ثم كلية اكستر جامعة أوكسفورد (1944-1946) .
عمل مدرساً بمعهد تدريب المعلمين بخت الرضا (1938 – 1944م). وترقى لوظيفة باش مفتش تعليم محافظة الاستوائية جوبا في الفترة (1950 – 1957) ثم عمل مساعداً لمدير التعليم في المديريات الجنوبية (1957 – 1960)، ليقوم بنشر اللغة العربية بالجنوب. ثم عميداً للمعهد الفني بالخرطوم (1960 – 1964).
اختير رئيسا لحكومة أكتوبر الانتقالية الأولى والثانية (1964 –1965)، ثم سفيرا للسودان في إيطاليا(1966 - 1968) وفي بريطانيا (1968-1969)، ونال لقب (سير) من ملكة بريطانيا. تقلد منصب مستشار وزير التعليم العالي والبحث العلمي (1972 – 1973) ثم منصب وزير التربية والتعليم العالي (1973 –1975). ثم مستشارا لرئيس الجمهورية للتعليم خلال الفترة (1982 – 1985م). منذ عام 1986 كان من المؤسسين لمؤسسة حجار الخيرية وتولى رئيس مجلس إدارتها إلى أن توفاه الله في 18 فبراير 2006م.
| الاسم            | سر الختم الخليفة                               |
| ---------------- | ---------------------------------------------- |
| المنصب           | رئيس وزراء الحكومة الانتقالية لجمهورية السودان |
| فترة الحكم       | 29 أكتوبر 1964 - 2 يونيو 1965 م                |
| الإنتماء السياسي | مستقل                                          |